# 1954年のル・マン24時間レース

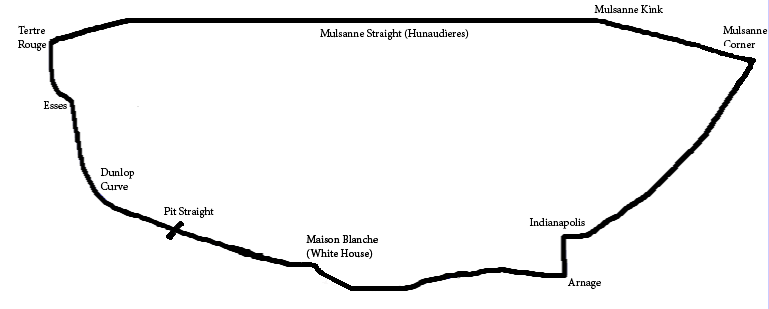
1954年のコース

1954年のル・マン24時間レース（24 Heures du Mans 1954 ）は、22回目のル・マン24時間レースであり、1954年6月12日から6月13日にかけてフランスのサルト・サーキットで行われた。

## 概要
メルセデス・ベンツは参加しなかった。
ジャガーは新型のジャガー・Dタイプを投入して来た。
タルボはピエール・ルヴェーに車両を提供した。
出走したのは57台。
ジャガーとフェラーリの首位争いとなった。
ルヴェーはリノ・ファイエン（Lino Fayen ）と組んで上位10位以内を維持したがブレーキが故障、1952年のル・マン24時間レースで突っ込んだ場所の近くに突っ込んで車両が大破し、リタイヤとなった。
完走したのは18台。
フロイラン・ゴンザレス/モーリス・トランティニアン組のフェラーリ・375プラス、4号車が24時間で4061.150kmを平均速度169.215km/hで走って優勝し、前回優勝のトニー・ロルト（Tony Rolt ）/ダンカン・ハミルトン（Duncan Hamilton ）組のジャガー・Dタイプ、14号車が2位に入った。